# Трой Мак-Логорн
Вілльям Трой Мак-Логорн (англ. William Troy McLawhorn; нар. Фейтвілл, Північна Кароліна, США)  — американський музикант і гітарист «Seether». Також був учасником «Dark New Day», «doubleDrive» і «Still Rain». Після того, як «Still Rain», перша група в якій Трой був учасником, розвалилась, 1995 року Трой став одним із засновників «Dark New Day». З 1996 до грудня 2003 був учасником «doubleDrive». У травні 2007 Трой замінив гітариста рок-групи «Evanescence», Джона Ле-Компта, в турі з їх альбомом «The Open Door». 2008 року став учасником «Seether».

## Дискографія

### «Still Rain»
- Still Rain
- Bitter Black Water

### «Sevendust»
- Home (1999)

### «doubleDrive»
- 1000 Yard Stare (1999)
- Blue in the Face (2003)

### «Dark New Day»
- Twelve Year Silence (14 червня 2005)
- Black Porch (Acoustic Sessions) (мініальбом) (5 вересня 2006)
- Untitled (не вийшов)

### «Seether»
- iTunes Originals - Seether (2008)
- Rhapsody Originals - Seether (2008)
- "Finding Beauty in Negative Spaces" (2009)